# 무균가공
무균가공(無菌加工, aseptic processing)은 상업적으로 열살균처리된 액체 제품(일반적으로 음식이나 의약품)을 이전에 살균 처리된 용기에 무균 상태로 포장하여 냉동이 필요없는 제품을 만드는 방식을 말한다. 무균포장(無菌包裝)이라고도 한다.
식품을 살균한 다음 살균한 용기 안에 포장하는 방법이다. 우유를 무균포장하면 상온에서 여러 달 동안 두어도 상하지 않는다. 대표적인 무균용기로는 그릇 안쪽에 금속을 얇게 입힌 판지나 플라스틱컵, 플라스틱 봉지가 있다. 이런 무균용기는 금속 깡통이나 유리병보다 싸고 무게도 덜 나가며, 살균하는 데 걸리는 시간도 짧다. 무균용기로 포장한 식품은 재빨리 가열할 수 있어, 식품 원래의 맛과 영양분이 많이 남는다.

## 같이 보기
- 화장품
- 식이 보충제
- 식품화학
- 식품공학
- 식품미생물학
- 식품 저장
- 식품과학
- 식이 보충제
- 식품 안전
- 의약품
- 레토르트 식품
- 초고온 처리
- 테트라팩